# Мадона дела Паче (Рим)
Мадона дела Паче је насеље у Италији у округу Рим, региону Лацио.
Према процени из 2011. у насељу је живело 408 становника. Насеље се налази на надморској висини од 375 м.